# Uimire

Emoticon reprezentând uimirea

Uimirea sau uluirea este o stare emoțională de scurtă durată rezultată ca urmare a unui fapt neașteptat, a unei surprize. Este o emoție de bază identificate de Paul Ekman și Sigmund Freud în cartea lor apărută în 1975, Demascând chipul. Uimirea poate fi cauzată de o surpriză plăcută, neplăcută sau neutră. 

## Caracteristici
Uimirea modifică în expresia chipuri următoarele:
- sprâncenele se ridică
- se întinde pielea de sub pomeți
- pleoapele se deschid
- relaxarea mandibulei, uneori evidențiind dantura

Uimirea în general este urmată în scurt timp și de alte emoții cum ar fi: frica, bucuria, etc.